# La Fontaine (Indiana)
La Fontaine é uma cidade  localizada no estado americano de Indiana, no Condado de Wabash.

## Demografia
Segundo o censo americano de 2000, a sua população era de 900 habitantes.
Em 2006, foi estimada uma população de 850, um decréscimo de 50 (-5.6%).

## Geografia
De acordo com o United States Census Bureau tem uma área de
1,6 km², dos quais 1,6 km² cobertos por terra e 0,0 km² cobertos por água. La Fontaine localiza-se a aproximadamente 244 m acima do nível do mar.

## Localidades na vizinhança
O diagrama seguinte representa as localidades num raio de 20 km ao redor de La Fontaine.